# Селінсгроув (Пенсільванія)
Селінсгроув (англ. Selinsgrove) — місто (англ. borough) в США, в окрузі Снайдер штату Пенсільванія. Населення — 5713 особи (2020).

## Географія
Селінсгроув розташований за координатами 40°48′0″ пн. ш. 76°51′55″ зх. д. / 40.80000° пн. ш. 76.86528° зх. д. (40.800138, -76.865401). За даними Бюро перепису населення США в 2010 році місто мало площу 4,92 км², з яких 4,74 км² — суходіл та 0,18 км² — водойми.

## Демографія
Згідно з переписом 2010 року, у селищі мешкали 5654 особи в 1812 домогосподарствах у складі 930 родин. Густота населення становила 1149 осіб/км². Було 1934 помешкання (393/км²).
Расовий склад населення:
| - 91,7 % — білих - 3,4 % — чорних або афроамериканців - 1,2 % — азіатів - 0,2 % — корінних американців - 1,8 % — осіб інших рас |

До двох чи більше рас належало 1,8 %. Частка іспаномовних становила 6,0 % від усіх жителів.
За віковим діапазоном населення розподілялося таким чином: 14,1 % — особи молодші 18 років, 71,9 % — особи у віці 18—64 років, 14,0 % — особи у віці 65 років та старші. Медіана віку мешканця становила 22,9 року. На 100 осіб жіночої статі у селищі припадало 86,5 чоловіків; на 100 жінок у віці від 18 років та старших — 84,0 чоловіків також старших 18 років.
Середній дохід на одне домашнє господарство становив 48 142 долари США (медіана — 38 893), а середній дохід на одну сім'ю — 55 520 доларів (медіана — 46 177). Медіана доходів становила 42 188 доларів для чоловіків та 31 750 доларів для жінок. За межею бідності перебувало 15,7 % осіб, у тому числі 24,5 % дітей у віці до 18 років та 7,3 % осіб у віці 65 років та старших.
Цивільне працевлаштоване населення становило 2647 осіб. Основні галузі зайнятості: освіта, охорона здоров'я та соціальна допомога — 39,7 %, роздрібна торгівля — 16,8 %, виробництво — 11,1 %, мистецтво, розваги та відпочинок — 10,5 %.